# Specchio di corrente
Uno specchio di corrente (in inglese current mirror) è una particolare configurazione di dispositivi elettronici realizzata per riprodurre fedelmente in un ramo di un circuito elettronico la corrente circolante in un altro ramo dello stesso circuito.
La corrente da riprodurre può essere costante o variabile a seconda dell'utilizzo.
Teoricamente, uno specchio di corrente non è altro che un amplificatore di corrente a guadagno unitario.
In pratica, diversi fattori impediscono di ottenere nei due rami del circuito correnti perfettamente identiche.

## Specchio di corrente a transistor bipolare

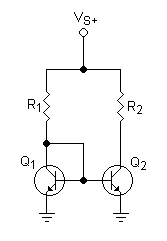
Uno specchio di corrente realizzato con transistor bipolari

### Funzionamento
Il transistor Q1 è collegato in modo da funzionare come un diodo polarizzato direttamente.
La corrente attraverso di esso (dipendente da R1 e Vs) è determinata essenzialmente dal valore di R1 finché Vs è sufficientemente maggiore di 0.7V, la tipica tensione VBE di conduzione per un transistor a giunzione bipolare al silicio.
È importante che Q1 sia un transistor e non un diodo, perché, se i dispositivi sono pressoché identici, 
la corrente di base dei due transistor sarà uguale, dato che la tensione VBE è la stessa.
Con uguale corrente di base, la coppia di transistori identici avrà anche corrente di collettore uguale finché sarà VCE2 non troppo maggiore di VBE.
Se VCE2 è molto maggiore di VBE, la corrente di collettore in Q2 sarà in qualche modo maggiore di quella in Q1 a causa dell'effetto Early; inoltre, la temperatura di Q2 può essere sostanzialmente diversa rispetto a quella di Q1 per via della differente potenza dissipata.
Per questo i due transistori non si potranno più considerare identici.
Nei circuiti integrati l'uguaglianza della temperatura dei due transistor è abbastanza facile da ottenere, mentre in un circuito con componenti discreti bisognerà avere cura di mantenere i due transistor alla stessa temperatura per un funzionamento ottimale.
È possibile collegare altri transistor uguali allo stesso modo di Q2 per riprodurre la stessa corrente in altri lati del circuito, anche con diversi valori della resistenza R2. Tuttavia ogni transistor supplementare aggiungerà la sua corrente di base a quella di R1, sottraendola alla corrente di collettore di Q1; se il beta è sufficientemente grande questo non è un problema con pochi transistori pilotati, ma lo diventa se questo sono abbastanza da rendere la IB totale richiesta non trascurabile rispetto alla IC di Q1. Se ciò si verifica è possibile ripristinare una situazione accettabile sostituendo il collegamento collettore base di Q1 con un altro transistore collegato all'alimentazione (specchio di corrente con cancellazione della corrente di base).

### Analisi del circuito
La corrente circolante in R1 è data da:
{\displaystyle I_{R1}=I_{C1}+I_{B1}+I_{B2}}
Dove {\displaystyle I_{C1}} è la corrente di collettore di Q1, 
{\displaystyle I_{B1}} è la corrente di base di Q1, 
{\displaystyle I_{B2}} è la corrente di base di Q2.
La corrente di collettore di Q1 è data anche dall'equazione:
{\displaystyle I_{C1}=\beta _{0}I_{B1}}
Dove {\displaystyle \beta _{0}} è il guadagno di corrente di Q1. 
Se Q1 e Q2 sono perfettamente identici, {\displaystyle \beta } di Q2 sarà:
{\displaystyle \beta _{2}=\beta _{0}\ \left(1+{\frac {V_{CE2}}{V_{A}}}\right)}
dove VA è dovuta all'effetto Early.
Dato che VBE1 = VBE2 e Q1 e Q2 sono identici, 
{\displaystyle I_{B1}=I_{B2}={\frac {I_{R1}}{\beta _{0}\left(1+{\frac {2}{\beta _{0}}}\right)}}}.
La corrente di collettore di Q2 sarà dunque data da:
{\displaystyle I_{C2}={\frac {I_{R1}}{1+{\frac {2}{\beta _{0}}}}}\ \left(1+{\frac {V_{CE2}}{V_{A}}}\right)}
Se {\displaystyle \beta _{0}>>1}, si ha:
{\displaystyle I_{C2}\approx I_{R1}\ \left(1+{\frac {V_{CE2}}{V_{A}}}\right)}
Valori tipici di {\displaystyle \beta } permetteranno di ottenere uno scarto tra le due correnti migliore dell'1%. 
Una precisione superiore è ottenibile con circuiti più complessi, come quelli di Widlar, di Wilson o con configurazione Cascode.

## Specchio di corrente a MOSFET

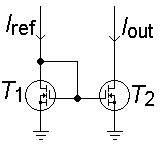
Uno specchio di corrente realizzato con MOSFET

### Funzionamento
I transistor T1 e T2 operano in regione di saturazione.
In queste condizioni la corrente di uscita Iout sarà dipendente direttamente da Iref. 
ID è funzione della tensione di drain del transistor secondo la relazione ID = f(VGS). 
Questa funzione dipende dalla tecnologia del MOSFET. 
Nel caso dello specchio di corrente, desideriamo ottenere ID = Iref.
Iref è nota ed è la corrente di riferimento. 
Dalla stessa relazione otteniamo Iout.  Iout = ID è anche una funzione di VGS. 
I terminali source e gate dei due transistor sono in comune, per cui i due transistor hanno la stessa VGS.
Poiché possiamo derivare VGS da Iref in base alle proprietà del transistor, la relazione f(VGS) = Iout può essere applicata per determinare Iout = Iref. 
Questo principio regge se T1 e T2 sono pressoché identici, soprattutto in proprietà come lunghezza del canale e concentrazione dei dopanti. Si dice che i MOS devono essere matched, accoppiati. Il matching è una tecnica di layout per tecnologia MOS che permette di minimizzare le imprecisioni dovute a fluttuazioni statistiche nella realizzazione dei dispositivi elettronici.
L'equazione di Id che descrive questo principio è –
{\displaystyle I_{D}={\frac {1}{2}}k'_{n}\left({\frac {W}{L}}\right)(V_{GS}-V_{Th})^{2}(1+\lambda \cdot V_{DS})}
dove,
{\displaystyle k'_{n}=\mu _{n}C}
μn e C sono costanti dipendenti dal transistor, W/L è il rapporto ampiezza e limite tecnologico del canale, VGS è la tensione gate-source, VTh è la tensione di soglia, λ è la costante di modulazione di canale, e VDS è la tensione tra drain e source.